# Cadeau de Noël (album de Michel Delpech)
Pour la tradition de Noël, voir Cadeau de Noël.
Albums de Michel Delpech
Le Roi de rien
(1997) Comme vous
(2004)
Cadeau de Noël est le dixième album studio de Michel Delpech, sorti chez Trema en 1999.

## Liste des titres
| No  | Titre                                      | Durée |
| --- | ------------------------------------------ | ----- |
| 1.  | Jeanne la louve                            | 03:48 |
| 2.  | Et je ris en ce miroir                     | 04:18 |
| 3.  | Cadeau de Noël (version album)             | 03:43 |
| 4.  | Il faut que j'aime (les ennuis reviennent) | 03:52 |
| 5.  | Les Lignes ennemies (Album Version)        | 04:14 |
| 6.  | Le Papa de Jennifer                        | 04:14 |
| 7.  | Les Petites Tortues noires                 | 03:31 |
| 8.  | Attention elle est blessée                 | 03:36 |
| 9.  | Derrière les thuyas                        | 03:54 |
| 10. | Gaspi le magnifique                        | 04:26 |
| 11. | Ma vie est ici                             | 03:40 |
| 12. | Frères humains                             | 04:02 |
| 13. | 89 francs boissons comprises               | 01:51 |